# 托瓦尔德·斯特伦贝里
托瓦尔德·斯特伦贝里（瑞典語：Thorvald Strömberg，1931年3月17日—2010年12月9日），芬兰男子皮划艇运动员。他曾代表芬兰参加1952年和1956年夏季奥林匹克运动会皮划艇比赛，获得一枚金牌和一枚银牌。